# Битва при Беннокберні (1314)
Битва при Беннокберні (англ. Battle of Bannockburn) — одна з найважливіших битв англо-шотландських війн XIII—XVI століть, що відбулася 23-24 червня 1314 року поблизу селища Беннокберн біля річки з тією ж назвою. Розгром англійської армії під Беннокберном забезпечив відновлення незалежності Шотландії.

## Воєнні дії перед боєм
Успішні дії короля Шотландії Роберта I Брюса в 1309—1312 роках з визволення північної і західної частин країни від англійської окупації дозволили перейти до облоги великих міст нижньої Шотландії. У 1313 році командувачі шотландськими загонами Джеймс Дуглас і Томас Рендольф вибили англійські гарнізони з Роксборо та Единбурга. Навесні 1314 року армія короля Роберта I взяла в облогу замок Стерлінґ — найважливіший стратегічний пункт у західній Шотландії. Англійський губернатор Стерлінґа Філіп Мобрей погодився здати замок шотландцям, якщо облога не буде знята до 24 червня 1314 року. Король Англії Едуард II негайно почав підготовку до нового вторгнення в Шотландію. Однак, в умовах конфлікту з англійськими магнатами, йому не вдалося залучити до походу значні військові з'єднання лордів-ордайнерів. Тим не менш, 25-тисячна англійська армія під командуванням короля Едуарда II вступила в Шотландію і безперешкодно рушила до Стерлінґа.

## Позиції сторін. Склад військ
23 червня англійські війська досягли річки Беннокберн за декілька кілометрів на південь від Стерлінґа. Шотландська армія на чолі з королем Робертом I розташувалася на лісистих пагорбах, що оточують дорогу. За чисельністю війська (за різними оцінками — від 5 до 10 тисяч чоловік) шотландці сильно поступалися англійській армії, але були вигідно розташовані й очолювалися досвідченими полководцями: королем Робертом I, Едуардом Брюсом, Джеймсом Дугласом і Томасом Рендольфом.
Військо шотландського короля, як і його попередника Вільяма Воллеса, складалося головним чином із піхотинців, озброєних списами, і була поділена на три великих загони. Авангардом командував Томас Рендольф. Сам король мав загін із 500 вершників. Армія була зібрана зі всієї Шотландії: у її складі були і лицарі, і городяни, і торговці — всі, хто був здатен придбати зброю та обладунки. У шотландській армії перебували загони лучників (близько 500 осіб) та важких кавалеристів, багато з яких змушені були спішитися під час битви.

## Хід битви

### Герць
Битва почалася несподіваним зіткненням короля Роберта Брюса з англійським загоном Генрі де Бохуна, племінника графа Херефорда. Генрі де Бохун, що йшов на чолі свого загону, раптово побачив шотландського короля, що рухався на чолі своїх військ. Бохун, виставивши вперед списа, негайно кинувся в атаку на іменитого суперника. Король же був верхи на невеликому скаковому коні і був озброєний лише бойовою сокирою. Коли барон, що стрімко мчав, був уже в кількох метрах від короля, останній різко розвернув коня і, вставши на стременах, завдав нищівного удару сокирою, пробивши шолом і розрубавши голову лицаря. Бохун упав мертвим. Перемога короля в герці з англійським бароном стала сигналом до загальної атаки шотландських військ. Цей поєдинок став однією з найславніших сторінок шотландської історії.

### Перший день битви

Перший день битви

Упродовж першого дня бій продовжувався з явною перевагою шотландців. Горбиста місцевість і помилки командування не дозволили англійцям активно використовувати кавалерію і лучників. Лицарі англійського авангарду були змушені відступати під натиском шотландських військ. Тим часом інший англійський кавалерійський загін під командуванням Роберта де Кліффорда і Генрі де Бомону, обійшовши позиції шотландців, попрямував до Стерлінґа. Розгадавши маневр англійців, Роберт I Брюс послав шилтрон Томаса Рендольфа навперейми наступального загону. Англійські лицарі, позбавлені підтримки лучників, були нездатні протистояти шотландським списникам, об'єднаним у міцні й мобільні будови-шилтрони. Англійський загін дістав відсіч і був розбитий.

### Другий день битви

Другий день битви

Тим часом англійські війська продовжували наступ на Стерлінґ. Шотландський король умілими маневрами перерізав усі прямі шляхи на місто, проте Едуард II обрав найбільш невдалий і небезпечний маршрут, що пролягав через містечко Беннокберн. Увечері англійський король віддав наказ про передислокацію військ на рівнину між річками Беннокберн і Форт. Як наслідок, англійці виявилися на вкрай обмеженій та заболоченій ділянці. Незабаром після настання світанку наступного дня вранці шотландські списники, об'єднані в три баталії, почали наступ на англійські позиції. Едуард був сильно здивований появою з лісу шотландської армії. Тим часом воїни Роберта I Брюса, наблизившись до англійських позицій, опустилися на коліна для молитви. Здивований англійський король, за переказами, сказав, що вони просять про милосердя, проте один з його наближених натякнув, що шотландці просять милості у Бога, але ніяк не в англійського короля.

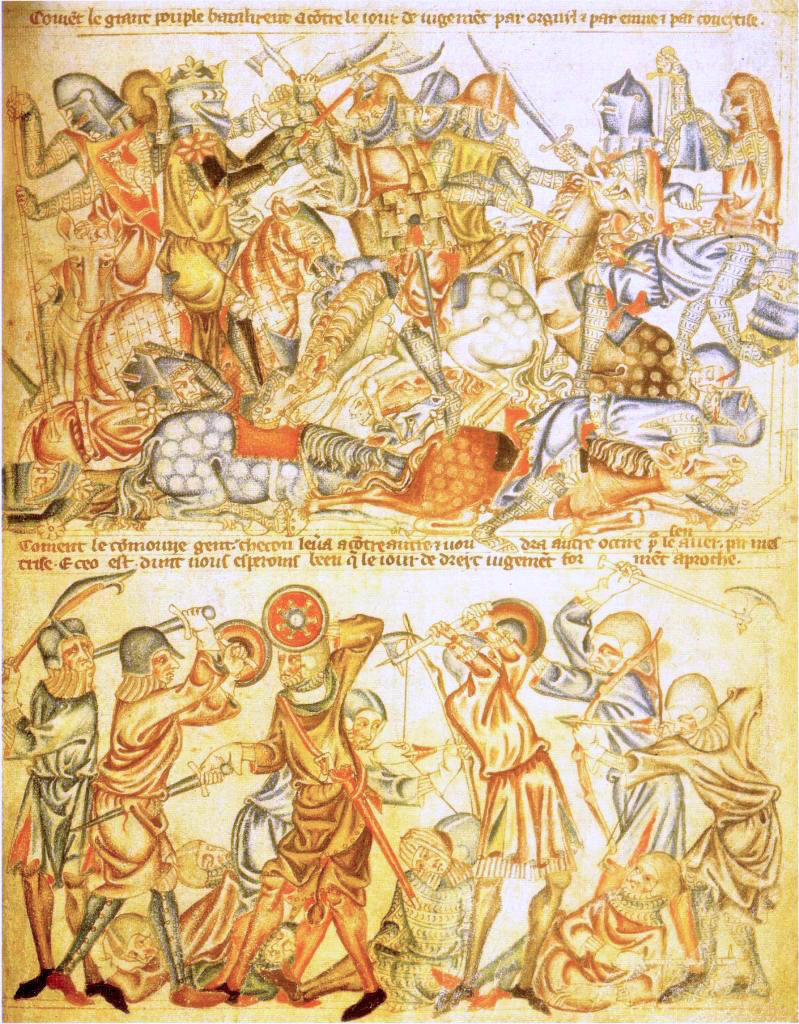
Битва при Беннокберні. Мініатюра з Біблії Голкгема, 1327—1335

Авангард англійських військ, очолюваний нетерплячим графом Глостером, кинувся на шотландські війська. В лісі шотландських пік, раптово піднятих шотландцями, свою смерть знайшов сам Глостер і багато хто з його лицарів. Величезний розмір англійської армії зіграв у розпочатій битві фатальну роль: англійцям було потрібно занадто багато часу, щоб перешикувати свої ряди і приготувати війська до бою. Тим часом за наказом Роберта I Брюса шотландська армія всією своєю масою кинулася на дезорганізоване англійське військо. Спроби організувати опір провалилися, англійці виявилися блоковані біля річки і збилися в тісний неорганізований натовп, в якому лучники не мали можливості проявити свої бойові якості. Багато лицарів кинулися навтьоки. Розгром довершив загін короля Роберта I, посилений ґельськими (ірландськими) частинами із західної Шотландії.
Король Едуард II ледве уникнув полону і втік до Данбара зі своїм особистим охоронцем, чим сприяв остаточному розвалові ладу й дисципліни в армії, відступ якої незабаром перейшов у панічну втечу. Відчайдушно намагаючись врятуватися, залишки англійських військ втекли до англо-шотландської межі, що розташовувалася за 9 миль південніше від місця побоїща. Багато англійців були вбиті шотландцями, що їх переслідували або місцевими жителями. Єдиним загоном, який зумів в організованому порядку і без зайвих втрат дістатися до безпечного місця, був загін валлійських списоносців. У битві загинуло понад 10 тисяч англійських солдатів. Втрати шотландців були порівняно меншими.

## Значення битви

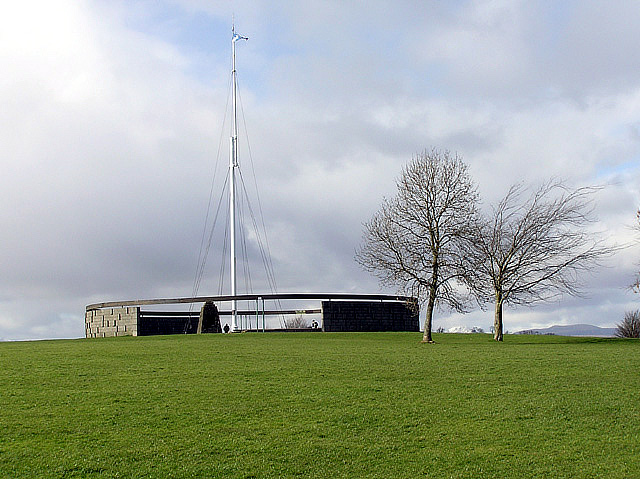
Пам'ятник битві при Беннокберні

Попри те, що поразка при Беннокберні не змусила Англію визнати незалежність Шотландії і військові дії тривали ще понад десять років (з перервами), цей бій став вирішальним у боротьбі за визволення Шотландії.
Після Беннокберна Роберт I Брюс перейшов у контрнаступ і переніс весь тягар військових операцій на території Англії та Ірландії. Шотландія була звільнена, почалося відновлення країни. Перемога при Беннокберні стала символом шотландського єднання і боротьби за незалежність, зробивши сильний вплив на формування шотландської нації.
Водночас крах планів щодо встановлення англійського панування в Шотландії сприяв серйозній внутрішньополітичній кризі в Англії, який завершився поваленням Едуарда II в 1327 році, а 1 березня 1328 року був укладений Нортгемптонський мир, внаслідок якого була визнана незалежність Шотландії.

## У масовій культурі
- присвячена пісня «Blood of Bannockburn» з альбому «The Last Stand» шведського павер-метал гурту «Sabaton».
- присвячена пісня «The Battle Of Bannockburn» з альбому «Knights of the Cross» геві-метал/спід-метал гурту «Grave Digger» з Німеччини.
- подіям за участі Роберта Брюса, а зокрема битві при Беннокберні й підготовці до неї, присвячений історичний фільм «Брюс»[en] (1996).
- наприкінці фільма «Хоробре серце» (1995) показаний початок битви при Беннокберні.